# André de Melo e Castro
André de Melo e Castro 4. hrabia Galveias (ur. w grudniu 1668, zm. 29 stycznia 1753) – portugalski dyplomata z XVIII wieku.
W 1711 André de Melo e Castro posłował w imieniu Królestwa Portugalii do Stolicy Apostolskiej. W latach 1718-1728 był ambasadorem nadzwyczajnym przy Klemensie XI. W 1735 został mianowany wicekrólem Brazylii i rządził do 1749.